# Charles Van Doren

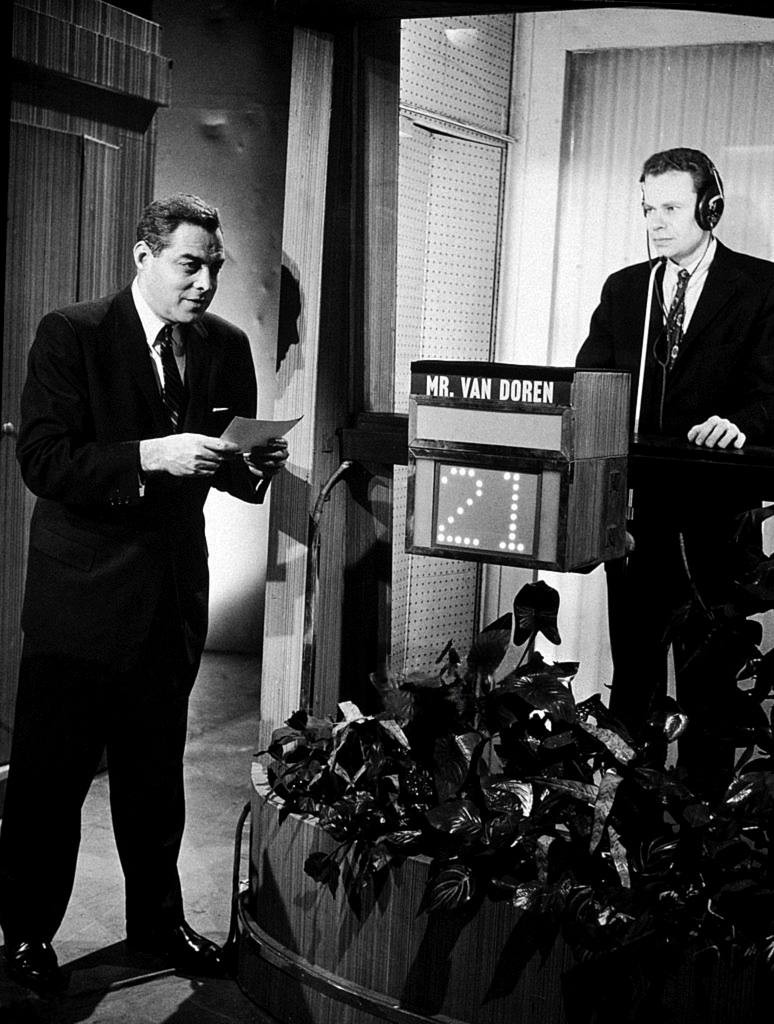
Van Doren dans son isoloir durant le jeu télévisé Twenty One avec l'animateur Jack Barry en 1957.

Charles Lincoln Van Doren (né le 12 février 1926 à Manhattan et mort le 9 avril 2019 à Canaan dans le Connecticut) est un universitaire, écrivain et éditeur américain. 
À la fin des années 1950, il s'est retrouvé au centre d'un scandale (en) lorsqu'il a avoué avoir reçu les réponses aux questions par les producteurs de le jeu télévisé Twenty One (en) devant une sous-commission du Congrès des États-Unis. Évincé par NBC et démissionnant de son poste d'assistant-enseignant à l'université Columbia, il rejoint alors la maison d'édition Encyclopædia Britannica, devenant vice-président, et écrivant et éditant de nombreux livres avant de prendre sa retraite en 1982.

## Biographie
Né à Manhattan, Charles Van Doren est le fils aîné de Mark Van Doren (en), poète, critique, enseignant et lauréat du prix Pulitzer, et de la romancière Dorothy Van Doren (en) (née Graffe). Son oncle est le critique et biographe Carl Van Doren (en), lui-même lauréat du prix Pulitzer. Il est scolarisé au High School of Music & Art (en) de New York, et est diplômé en arts libéraux (1946) du St. John's College (en) d'Annapolis, ainsi qu'en astrophysique (1949) et anglais (1955) de l'université Columbia. Il est également étudiant à l'université de Cambridge au Royaume-Uni.

### Scandale du jeu téléviséTwenty One

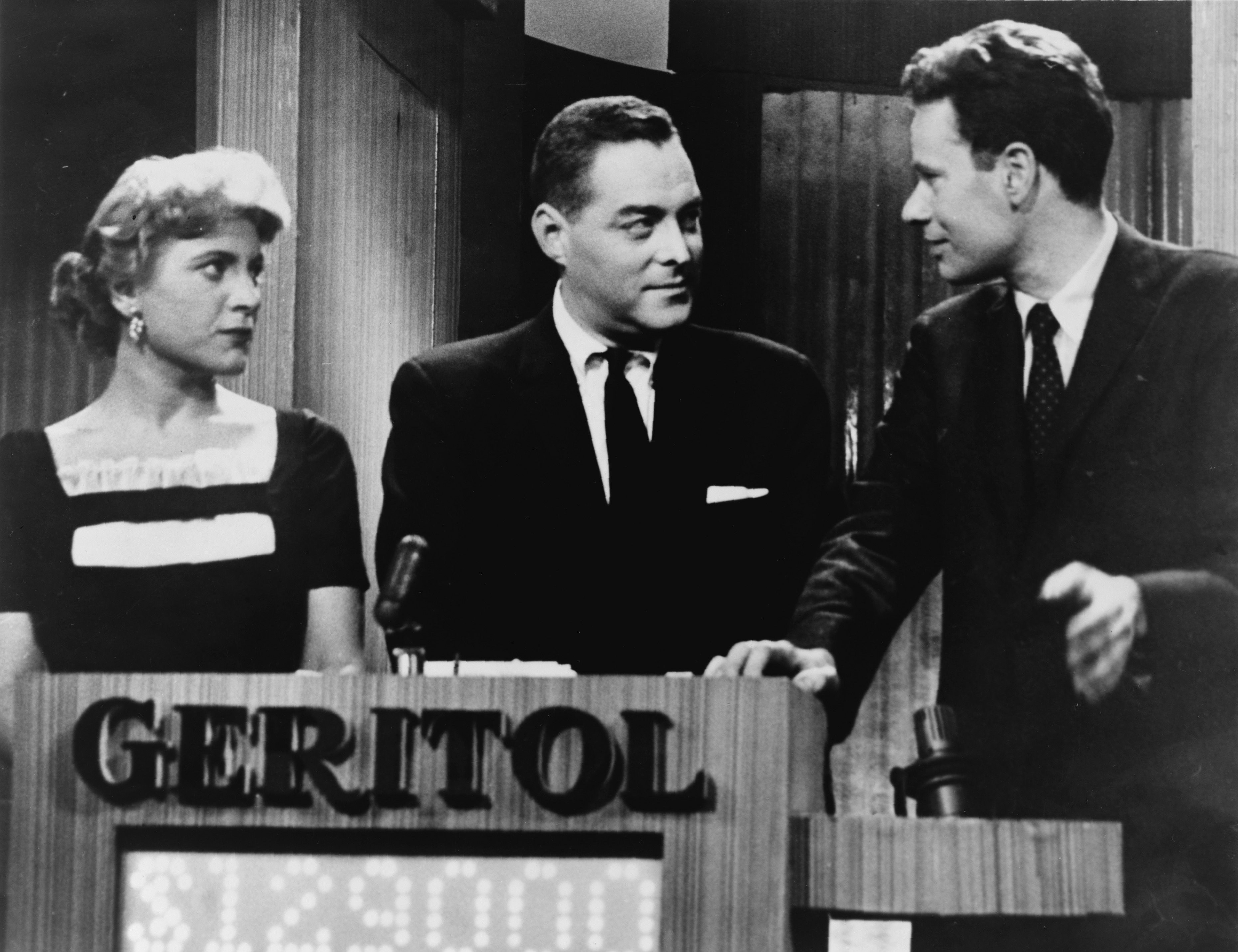
Charles Van Doren (à droite) et l'animateur de Twenty One Jack Barry en 1957.

Charles Van Doren avait refusé la tricherie, mais il a admis plus tard, le 2 novembre 1959, lors d'une séance de la sous-commission de la Chambre sur la surveillance législative, un sous-comité du Congrès des États-Unis présidé par l'élu démocrate de l'Arkansas Oren Harris, qu'on lui avait donné les questions et les réponses avant le spectacle.
Son personnage est interprété par Ralph Fiennes dans le film de Robert Redford intitulé Quiz Show.

## Ouvrages
- (en-US) 1957 : Lincoln's Commando: The Biography of Commander W. B. Cushing, U.S.N. (avec Ralph J. Roske). (OCLC 522555)
- (en-US) 1959 : Letters to Mother; An Anthology (éditeur). (OCLC 968352356)
- (en-US) 1968 : The Annals of America, 20 volumes, (éditeur exécutif, avec Mortimer J. Adler, éditeur en chef). (OCLC 1139)
- (en-US) 1969 : The Negro in American History, trois volumes (éditeur, avec Mortimer J. Adler, éditeur général ; George Ducas, éditeur exécutif). (OCLC 10992)
- (en-US) 1972 : How to Read a Book: The Classic Guide to Intelligent Reading, avec Mortimer J. Adler ; version mise à jour et réécrite du livre publiée en 1940.  (ISBN 9780671212803)
- (en-US) 1977 : Great Treasury of Western Thought, co-édité avec Mortimer J. Adler.  (ISBN 9780835208338)
- (en-US) 1980 : Shakespeare: Reading and Talking.  (ISBN 9780932676207)
- (en-US) 1984 : Webster's American Biographies (éditeur, avec Robert McHenry, éditeur associée).  (ISBN 9780877792536)
- (en-US) 1985 : The Joy of Reading.  (ISBN 9780517555804)
- (en-US) 1991 : A History of Knowledge: Past, Present and Future.  (ISBN 9781559720373)
- (en-US) 2013 : The Lion of Cortona: A Novel of the Middle Ages (trois volumes).  (ISBN 9781484989647)